# الهدهد (أسطورة)
الهُدْهُدْ (قصة دينية) ((بالإنجليزية: Hoopoe)‏، (بالتركية: Ibibik)‏، (بالفارسية: هدهد)، (بالأردوية: ہوپو / ہد ہد)‏). ورد في القرآن أن الهُدهد كان رسولاً ومبعوثًا من النبي سليمان إلى بلقيس ملكة مملكة سبأ. ويُشار إليه بأنه من الطيور الحكيمة في المرويات الإسلامية، وورد ذِكره أيضًا في مؤتمر الطيور، وهي قصيدة فارسية للشاعر الفارسي فريد الدين العطار الشهير بـ عطار نيسابور، حيث أشار إلى الهدهد باسم «ملك الطيور». وقد ذُكر الهدهد مرتين في السورة السابعة والعشرين من القرآن واسمها سورة النمل. ويوصف في القرآن الدور المهم الذي قام به الهدهد لنقل الرسائل بين سليمان وملكة سبأ.
تظهر كلمة «طيور» ثلاث عشرة مرة في القرآن، وهو الكتاب المقدس عند المسلمين، بينما تظهر كلمة «طائر» خمس مرات، بما في ذلك كلمة الهدهد حيث تظهر مرتين، وهو يُعرف في التراث الإسلامي غالبًا بأنه مخلوق لأغراض الاتصال ونقل الرسائل.

## قصة الهدهد في القرآن
تحكي القصة وفق ما ورد في القرآن أن النبي سليمان كان يتفقد الطيور ووجد أن الهدهد غائبَا، فتوعد سليمانُ الهدهدَ بالعذاب أو الذبح إذا لم يأتي بسببٍ مقبولٍ لغيابه، حيث جاء في الآيتين 20 و21 من سورة النمل: ﴿وَتَفَقَّدَ الطَّيْرَ فَقَالَ مَا لِيَ لَا أَرَى الْهُدْهُدَ أَمْ كَانَ مِنَ الْغَائِبِينَ ۝٢٠ لَأُعَذِّبَنَّهُ عَذَابًا شَدِيدًا أَوْ لَأَذْبَحَنَّهُ أَوْ لَيَأْتِيَنِّي بِسُلْطَانٍ مُبِينٍ ۝٢١﴾ [النمل:20–21]. وفي وقت لاحق عندما وصل الهدهد، قام بشرح الأسباب التي جعلته يتخلف عن حضور الاجتماع مع الطيور، وأخبره عن نبأ قوم سبأ، وورد ذلك في الآية 22 من السورة: ﴿فَمَكَثَ غَيْرَ بَعِيدٍ فَقَالَ أَحَطتُ بِمَا لَمْ تُحِطْ بِهِ وَجِئْتُكَ مِنْ سَبَإٍ بِنَبَإٍ يَقِينٍ ۝٢٢﴾ [النمل:22]. وقد أبلغ الهدهدُ سليمان أيضًا أن الملكة وقومها يعبدون الشمس ولا يعبدون الله، واستنكر عبادتهم لغير الله، فقال: ﴿إِنِّي وَجَدْتُ امْرَأَةً تَمْلِكُهُمْ وَأُوتِيَتْ مِنْ كُلِّ شَيْءٍ وَلَهَا عَرْشٌ عَظِيمٌ ۝٢٣ وَجَدْتُهَا وَقَوْمَهَا يَسْجُدُونَ لِلشَّمْسِ مِنْ دُونِ اللَّهِ وَزَيَّنَ لَهُمُ الشَّيْطَانُ أَعْمَالَهُمْ فَصَدَّهُمْ عَنِ السَّبِيلِ فَهُمْ لَا يَهْتَدُونَ ۝٢٤ أَلَّا يَسْجُدُوا لِلَّهِ الَّذِي يُخْرِجُ الْخَبْءَ فِي السَّمَاوَاتِ وَالْأَرْضِ وَيَعْلَمُ مَا تُخْفُونَ وَمَا تُعْلِنُونَ ۝٢٥﴾ [النمل:23–25]. فكتب سليمان بعد ذلك خطابًا وأعطاه للهدهد ليذهب به إلى الملكة للتحقق من صحة ما قاله الهدهد، فقال سليمان: ﴿قَالَ سَنَنْظُرُ أَصَدَقْتَ أَمْ كُنْتَ مِنَ الْكَاذِبِينَ ۝٢٧ اذْهَبْ بِكِتَابِي هَذَا فَأَلْقِهْ إِلَيْهِمْ ثُمَّ تَوَلَّ عَنْهُمْ فَانْظُرْ مَاذَا يَرْجِعُونَ ۝٢٨﴾ [النمل:27–28]. فلما وصلت الرسالة إلى بلقيس تشاورت مع قومها فيما يمكن فِعله، حيث يذكر القرآن قولها: ﴿قَالَتْ يَا أَيُّهَا الْمَلَأُ أَفْتُونِي فِي أَمْرِي مَا كُنْتُ قَاطِعَةً أَمْرًا حَتَّى تَشْهَدُونِ ۝٣٢﴾ [النمل:32]، ثم أرسلت الملكة هدايا لسليمان لكنه رفض قبولها جميعًا. فقامت بزيارته لاحقًا، ورأت مظهرًا من مظاهر عظمة مُلك سليمان، ولما تحققت من أن سليمان نبي أعلنت التحول إلى الإسلام كما ذُكر في الآية 44 من السورة: ﴿قِيلَ لَهَا ادْخُلِي الصَّرْحَ فَلَمَّا رَأَتْهُ حَسِبَتْهُ لُجَّةً وَكَشَفَتْ عَنْ سَاقَيْهَا قَالَ إِنَّهُ صَرْحٌ مُمَرَّدٌ مِنْ قَوَارِيرَ قَالَتْ رَبِّ إِنِّي ظَلَمْتُ نَفْسِي وَأَسْلَمْتُ مَعَ سُلَيْمَانَ لِلَّهِ رَبِّ الْعَالَمِينَ ۝٤٤﴾ [النمل:44]. وتنتهي القصة عند هذا الحد، ولم يرِد ذِكرها في أي موضع آخر من القرآن.

### القصة في كتب تفسير القرآن
ورد تفسير قصة الهدهد مع النبي سليمان في كتب تفسير القرآن مع ذِكر تفاصيل عديدة، منها ما أورده الحافظ ابن كثير في كتابه تفسير القرآن العظيم، من أن الهدهد كان مسؤلا عن البحث عن الماء، فلما افتقده سليمان توعده، حيث قال: «قَالَ مُجَاهِد وَسَعِيد بْن جُبَيْر وَغَيْرهمَا عَنْ اِبْن عَبَّاس وَغَيْره : كَانَ الْهُدْهُد مُهَنْدِسًا يَدُلّ سُلَيْمَان عَلَيْهِ السَّلَام عَلَى الْمَاء إِذَا كَانَ بِأَرْضٍ فَلَاة طَلَبَهُ فَنَظَرَ لَهُ الْمَاء فِي تُخُوم الْأَرْض كَمَا يَرَى الْإِنْسَان الشَّيْء الظَّاهِر عَلَى وَجْه الْأَرْض وَيَعْرِف كَمْ مِسَاحَة بُعْده مِنْ وَجْه الْأَرْض فَإِذَا دَلَّهُمْ عَلَيْهِ أَمَرَ سُلَيْمَان عَلَيْهِ السَّلَام الْجَانّ فَحَفَرُوا ذَلِكَ الْمَكَان حَتَّى يَسْتَنْبِط الْمَاء مِنْ قَرَاره فَنَزَلَ سُلَيْمَان عَلَيْهِ السَّلَام يَوْمًا بِفَلَاةٍ مِنْ الْأَرْض فَتَفَقَّدَ الطَّيْر لِيَرَى الْهُدْهُد فَلَمْ يَرَهُ " فَقَالَ مَا لِيَ لَا أَرَى الْهُدْهُد أَمْ كَانَ مِنْ الْغَائِبِينَ"» ويذكر القرآن استنكار الهدهد لعبادة القوم للشمس من دون الله فيقول ابن كثير في تفسيره ما ورد على لسان الهدهد: «أَلَّا يَسْجُدُوا لِلَّهِ الَّذِي يُخْرِجُ الْخَبْءَ فِي السَّمَاوَاتِ وَالْأَرْضِ وَيَعْلَمُ مَا تُخْفُونَ وَمَا تُعْلِنُونَ، أَيْ لَا يَعْرِفُونَ سَبِيل الْحَقّ الَّتِي هِيَ إِخْلَاص السُّجُود لِلَّهِ وَحْده دُون مَا خَلَقَ مِنْ الْكَوَاكِب وَغَيْرهَا... قَالَ عَلِيّ بْن أَبِي طَلْحَة عَنْ اِبْن عَبَّاس: [الله] يَعْلَم كُلّ خَبِيئَة فِي السَّمَاء وَالْأَرْض وَكَذَا قَالَ عِكْرِمَة وَمُجَاهِد وَسَعِيد بْن جُبَيْر وَقَتَادَة وَغَيْر وَاحِد وَقَالَ سَعِيد بْن الْمُسَيِّب الْخَبْء الْمَاء وَكَذَا قَالَ عَبْد الرَّحْمَن بْن زَيْد بْن أَسْلَم خَبْء السَّمَوَات وَالْأَرْض مَا جُعِلَ فِيهِمَا مِنْ الْأَرْزَاق الْمَطَر مِنْ السَّمَاء وَالنَّبَات مِنْ الْأَرْض وَهَذَا مُنَاسِب مِنْ كَلَام الْهُدْهُد الَّذِي جَعَلَ فِيهِ مِنْ الْخَاصِّيَّة مَا ذَكَرَهُ اِبْن عَبَّاس وَغَيْره مِنْ أَنَّهُ يَرَى الْمَاء يَجْرِي فِي تُخُوم الْأَرْض وَدَاخِلهَا وَقَوْله «وَيَعْلَم مَا تُخْفُونَ وَمَا تُعْلِنُونَ» أَيْ يَعْلَم مَا يُخْفِيه الْعِبَاد وَمَا يُعْلِنُونَهُ مِنْ الْأَقْوَال وَالْأَفْعَال وَهَذَا كَقَوْلِهِ تَعَالَى : « سَوَاء مِنْكُمْ مَنْ أَسَرَّ الْقَوْل وَمَنْ جَهَرَ بِهِ وَمَنْ هُوَ مُسْتَخْفٍ بِاللَّيْلِ وَسَارِب بِالنَّهَارِ ».».
كما تناولت التفاسير الرسالة التي ذهب بها الهدهد إلى ملكة سبأ ومضمونها حيث يقول ابن كثير: «أَنَّ سُلَيْمَان عَلَيْهِ السَّلَام كَتَبَ كِتَابًا إِلَى بِلْقِيس وَقَوْمهَا وَأَعْطَاهُ ذَلِكَ الْهُدْهُد فَحَمَلَهُ قِيلَ فِي جَنَاحه كَمَا هِيَ عَادَة الطَّيْر وَقِيلَ بِمِنْقَارِهِ وَجَاءَ إِلَى بِلَادهمْ فَجَاءَ إِلَى قَصْر بِلْقِيس إِلَى الْخَلْوَة الَّتِي كَانَتْ تَخْتَلِي فِيهَا بِنَفْسِهَا فَأَلْقَاهُ إِلَيْهَا مِنْ كُوَّة هُنَالِكَ بَيْن يَدَيْهَا ثُمَّ تَوَلَّى عَنْهَا أَدَبًا وَرِيَاسَة فَتَحَيَّرَتْ مِمَّا رَأَتْ وَهَالَهَا ذَلِكَ ثُمَّ عَمَدَتْ إِلَى الْكِتَاب فَأَخَذَتْهُ فَفَتَحَتْ خَتْمه وَقَرَأَتْهُ فَإِذَا فِيهِ « إِنَّهُ مِنْ سُلَيْمَان وَإِنَّهُ بِسْمِ اللَّه الرَّحْمَن الرَّحِيم أَلَّا تَعْلُو عَلَيَّ وَأْتُونِي مُسْلِمِينَ».» ثم يذكر تشاور الملكة مع قومها وخشيتها من بطش سليمان بهم كعادة الملوك في ذلك الزمان، فيقول ابن كثير: «قَالَتْ إِنَّ الْمُلُوكَ إِذَا دَخَلُوا قَرْيَةً أَفْسَدُوهَا وَجَعَلُوا أَعِزَّةَ أَهْلِهَا أَذِلَّةً وَكَذَلِكَ يَفْعَلُونَ، قَالَ اِبْن عَبَّاس أَيْ إِذَا دَخَلُوا بَلَدًا عَنْوَة أَفْسَدُوهُ أَيْ خَرَّبُوهُ « وَجَعَلُوا أَعِزَّة أَهْلهَا أَذِلَّة » أَيْ وَقَصَدُوا مَنْ فِيهَا مِنْ الْوُلَاة وَالْجُنُود فَأَهَانُوهُمْ غَايَة الْهَوَان إِمَّا بِالْقَتْلِ أَوْ بِالْأَسْرِ قَالَ اِبْن عَبَّاس قَالَتْ بِلْقِيس « إِنَّ الْمُلُوك إِذَا دَخَلُوا قَرْيَة أَفْسَدُوهَا وَجَعَلُوا أَعِزَّة أَهْلهَا أَذِلَّة » قَالَ الرَّبّ عَزَّ وَجَلَّ «وَكَذَلِكَ يَفْعَلُونَ» ثُمَّ عَدَلَتْ إِلَى الْمُصَالَحَة وَالْمُهَادَنَة وَالْمُسَالَمَة وَالْمُخَادَعَة وَالْمُصَانَعَة». وجدير بالذكر أنه يُذكر في هذه القصة العديد من القصص الموضوعة التي لا يُقِرُّها المسلمون، مثل تلك التي تُحدد اسما للهدهد أو ما شابه.

## العقيدة الإسلامية والنظرة الحديثة
كانت قصة الهدهد موضوعًا للنقاش ما بين مؤيد ومعارض. ففي حين يُؤمن المسلمون بأن هذه القصة من المُعجزات التي لا تحدث إلا للأنبياء، وأن عِلم منطق الطير اختص به الله نبيه سليمان، نجد، من ناحيةٍ أخرى، أن بعض الناس من مُنكري معجزات النبوة يرون أن الأدلة العلمية تحدّ من السلوك والعمليات العقلية للطيور مقارنة بالذكاء البشري، وأن «الهدهد» ربما كان إنسانًا يعمل على توصيل الرسائل، حيث لا يمكن أن يُنسب الطائر إلى القدرة الفكرية للإنسان، ومفهوم التعلم والتعبير، والذي يتميز بالتعرف على الأنماط، وحل المشكلات، واتخاذ القرارات، والاحتفاظ بالمعلومات، واستخدام اللغة للتواصل للتعرف على الملكة وحكومتها وآلية العبادة. فالإنسان حسب العلم غير قادر على فهم لغات الطيور على وجه اليقين المطلق، لكن النبي سليمان كما وصفه القرآن كان له القدرة على معرفة ما تشعر به الحيوانات ومعرفة لغتها، بما في ذلك الهدهد، وأنه جرى تدريب الهدهد من قِبل النبي على جمع المعلومات مثل البشر.
وحديثًا صدرت كُتب بهذا الصدد مثل كتاب بعنوان «عندما تبكي الأفيال» لجيفري موساييف ماسون وسوزان مكارثي تصف الإدراك الحيواني أو ما يُسمى بذكاء الحيوانات، والذي يشتمل على سرد مفصل لحالات تُوضح الذكاء تقوم بها الكلاب والقطط والنمل.

## أساطير ذات صلة
تروي أسطورة إيرانية غير مؤكدة، أنه كانت هناك امرأة تسمى «ههود» وكانت متزوجة. وفي يوم دخل والد زوجها الغرفة ووجدها غير مستورة بينما كانت تمشط شعرها. كان الأمر محرجًا لها، ولذلك حلقت بالمشط على رأسها. وهكذا، أصبح الطائر معروفًا باللغة الفارسية باسم "Şâne-ser" والتي تعني «رأس الأسقلوب». بينما في الأدب الإسلامي، كانت السمات الرئيسية للهدهد هي جمع المعلومات وإبلاغ النبي سليمان بها. ويُقال أيضًا أن الطائر كان مشاركًا بشكل أساسي في الكشف عن المياه الجوفية وتحديد موقعها.
وقد أشير إلى الهدهد في الأدب التركي بأنه أحد الطيور المقدسة المعروفة باسم "Mürg-i Süleyman" «مورج سليمان». وفقًا للفلسفة التركية، يُعطى الطائر حريرًا طويلًا على رأسه لإخلاصه وتعاطفه. ينسب بعض الصوفيين التقليديين إلى الهدهد «تعاقب ذي مغزى للصور» إذا جرى رؤيته في الحلم.